# Cunelières
Cunelières é uma comuna francesa na região administrativa de Borgonha-Franco-Condado, no departamento do Território de Belfort. Estende-se por uma área de 2,02 km². Em 2010 a comuna tinha 358 habitantes (densidade: 177,2 hab./km²).

## Demografia
| 1962 | 1968 | 1975 | 1982 | 1990 | 1999 | - | - | - |
| --- | ---- | ---- | ---- | ---- | ---- | - | - | - |
| 77 | 94   | 116  | 157  | 204  | 229  | - | - | - |
| Para os censos de 1962 a 2006 a população legal corresponde à popolução sem duplicidades, segundo define o INSEE. |      |      |      |      |      |   |   |   |